# Vilem Závada
Vilem Závada, češki književnik, predavatelj in akademik, * 22. maj 1905, † 30. november 1982.
Závada je bil dopisni član Slovenske akademije znanosti in umetnosti (od 29. marca 19).